# Шадоу Лејк (Вашингтон)
Шадоу Лејк (енгл. Shadow Lake) насељено је место без административног статуса у америчкој савезној држави Вашингтон.

## Демографија
По попису из 2010. године број становника је 2.262.
| Група             | 2000.    | 2010.         |
| Белци             | 0 (0,0%) | 1.980 (87,5%) |
| Афроамериканци    | 0 (0,0%) | 25 (1,1%)     |
| Азијати           | 0 (0,0%) | 41 (1,8%)     |
| Хиспаноамериканци | 0 (0,0%) | 83 (3,7%)     |
| Укупно            | 0        | 2.262         |